# Manto (bướm)
Manto là một chi bướm ngày thuộc họ Lycaenidae.

## Các loài
- Manto birminia
- Manto hypoleuca
- Manto mamerta
- Manto yojana